# Stadio Tullo Morgagni
Stadio Tullo Morgagni – stadion piłkarski w Forlì, we Włoszech. Może pomieścić 3 466 widzów. Swoje spotkania rozgrywa na nim drużyna FC Forlì. Obiekt zainaugurowano w maju 1925 roku. Nosi imię Tullo Morgagniego, dziennikarza sportowego i twórcy wyścigu kolarskiego Giro d'Italia. W 2011 roku stadion był jedną z aren kobiecych Mistrzostw Europy U-19. Rozegrano na nim trzy spotkania fazy grupowej turnieju.